# Set Your Heart
Set Your Heart è un brano musicale dance, scritto e prodotto da Cyndi Lauper e Richard Morel; è la prima canzone usata per la promozione dell'album Bring Ya to the Brink.
Set Your Heart è stata presentata ufficialmente da Cyndi Lauper insieme ad un altro inedito: Grab A Hold il 24 novembre 2007 al White Party: party/evento di Miami, a favore della ricerca contro il virus HIV e l'AIDS.
Set Your Heart è stata utilizzata in Giappone nel 2008, per pubblicizzare il modello di auto MarkX Zio della Toyota, nonché la ristampa solo per il mercato giapponese della raccolta del 2003: The Essential Cyndi Lauper, a cui sono state aggiunte in questa edizione 2 bonus tracks ("Hey Now! (Girls Just Want to Have Fun)", "Set Your Heart") ed un Bonus DVD.
Set Your Heart è stato eseguito da Cyndi Lauper insieme a Grab A Hold nelle sette date del mini-tour svoltosi tra febbraio-marzo 2008 in Australia.

## Singolo Promozionale
Era prevista l'uscita ufficiale di Set Your Heart per il 28 aprile 2008; è stato scelto invece di pubblicare Same Ol' Story su ITunes per promuovere negli USA l'uscita dell'album Bring Ya to the Brink.
Set Your Heart è uscito per il mercato giapponese solo come singolo promozionale non destinato alla vendita.
In Giappone Cyndi Lauper ha comunque sponsorizzato l'uscita di Bring Ya to the Brink con Set Your Heart; uno showcase e registrando una performance del brano, dando in anteprima qualche informazione sul tour autunnale giapponese. Il tour giapponese è partito poi da Osaka il 23 settembre 2008.